# Die Waffen des Lichts
Die Waffen des Lichts (Originaltitel: The Armour of Light) ist ein historischer Roman von Ken Follett aus dem Jahr 2023. Es ist der zunächst letzte Teil der Kingsbridge-Romanserie und spielt etwa 200 Jahre nach den Geschehnissen des Vorgängerromanes Das Fundament der Ewigkeit und steht somit nicht nur in der Veröffentlichung, sondern auch in der historischen Chronologie am Ende der Serie. Das Buch wurde von Dietmar Schmidt und Rainer Schumacher übersetzt.

## Inhalt
Wie schon in Die Säulen der Erde spielt auch dieser Teil in der fiktiven Stadt Kingsbridge, diesmal in der Zeit zwischen 1792 und 1824.
Die junge Frau Sal Clitheroe verliert ihren Mann bei einem Unfall, muss ihren Heimatort Badford verlassen und zieht mit ihrem Sohn Kit nach Kingsbridge. Sal Clitheroe ist die zentrale Frauenfigur des Romans; eine Kämpferin mit vielen tragischen Schicksalsschlägen und unermüdlichem Kampf gegen die Herrschafts-Schicht.
Dort erlebt sie den Beginn der Industriellen Revolution in England. Kingsbridge wird eine Stadt der zunehmend industrialisierten Tuchproduktion in immer größeren Fabriken und der damit einher gehenden Ausbeutung der rechtelosen Arbeiter. Es wird gezeigt, was die Erfindung der Spinning Jenny und der immer größeren Automatisierung für Auswirkungen auf die Menschen der Zeit hat.
Thematisiert werden Standesunterschiede mit immer reicher werdenden Fabrikbesitzern, insbesondere dem intriganten Hornbeam, und verarmenden Arbeitern, erste Gewerkschafts-Ideen und deren Niederschlagung, Luddismus (Maschinenstürmerei) und Auswirkungen des eigentlich fernen Krieges gegen die napoleonischen Truppen auf dem Festland und in Spanien.
Und natürlich will Amos Jane und Elsie Amos. Follett-typisch ist der Roman durchzogen von (außerehelichen) Liebesbeziehungen in unterschiedlichen Konstellationen und dem Auftreten eines lesbischen (Kate Shoveller und Rebecca) und eines schwulen Paares (Kit Clitheroe und Roger Riddick).

Schlacht bei Waterloo

Höhe- und Kulminationspunkt ist 1815 die Schlacht bei Waterloo. Nahezu alle Hauptfiguren des Romans befinden sich dabei in Brüssel und nehmen direkt oder indirekt an der Schlacht teil, die authentisch und ausführlich beschrieben wird.
In einem abschließenden Teil werden 1815–1824 in mehreren Zeitsprüngen alle Handlungsstränge zu Ende geführt.

### Personen
Die Protagonisten
- Sal Clitheroe
- Kit Clitheroe (der Sohn von Sal Clitheroe)
- Amos Barrowfield
- Jane Midwinter
- Elsie Latimer
- David Shoveller, genannt Spade

Die Antagonisten
- Will  Riddick
- Alderman Hornbeam

Nebenrollen
- Deborah (Tochter von Hornbeam, Frau von Will Riddick)
- Howard (Sohn von Hornbeam)
- Bel Marsh (Frau von Howard)

## Entstehung
Nach Angaben des Autors Ken Follett bildet das Buch den Abschluss der Kingsbridge-Serie. Er glaubt, dass man „als kreativer Künstler [...] aufhören [sollte], bevor man die Öffentlichkeit langweilt, und nicht warten, bis sie sich langweilt.“
An der historischen Situation habe ihn das „Spannungsfeld gereizt. Die Erfindung von Maschinen, die die Stoffherstellung erleichtern und privilegierte Menschen reich machen und andere, die dadurch Lohn und Brot verlieren.“ Auch fasziniere ihn, wie hart das Leben damals war und wie frei wir heute im Vergleich leben können. Dabei gehe es ihm aber nicht darum, die Leser zu belehren.
Der englische Originaltitel erschien am 23. September 2023 – drei Tage vor der deutschen Ausgabe. Bereits eine Woche nach Erscheinen des Titels führten die Verkäufe zu einer Erstplatzierung auf der SPIEGEL-Bestsellerliste im Bereich Hardcover, Belletristik.

## Rezeption
Nach Astrid Kistner entwickelt der Roman „das Suchtpotenzial einer Tüte Chips.“
Katherine A. Powers kritisiert in der The Washington Post, dass sich gewisse Zyklen aus Not gefolgt von emotionalen Hochphasen immer wieder abwechseln. Dennoch zeichne sich das Buch durch die Großzügigkeit und Geschicklichkeit von Follett im Umgang mit historischen Details und seine geschickten Darstellungen von technischen Sachverhalten aus.
Nach Pam Norfolk stecke das Buch voller spannender Charaktere, sowohl gut als auch böse. Es sei eine fesselnde, mitreißende Geschichte, die sich nahtlos und unterhaltsam durch die Hunderte von Seiten schlängelt und die Versuchung in sich trägt, die alten Romane hervorzuholen und erneut in ihnen zu versinken.

## Ausgaben
- Ken Follett: The Armour of Light. Kingsbridge 1792: Revolution is in the air. Macmillan Publishers, New York 2023, 752 Seiten, ISBN 978-1-4472-7883-2.
- Ken Follett: Die Waffen des Lichts. Bastei Lübbe, Köln 2023, 880 Seiten, ISBN 978-3-7577-0006-5.